# 圣弗龙
圣弗龙（法語：Saint-Front，法語發音：[sɛ̃ fʁɔ̃]）是法国上卢瓦尔省的一个市镇，属于勒皮区。

## 地理
圣弗龙（44°58'38"N, 4°8'33"E）面积52.33 平方千米，位于法国奥弗涅-罗讷-阿尔卑斯大区上盧瓦爾省，该省份为法国中南部省份，北起多姆山省和卢瓦尔省，西接康塔爾省，南至洛泽尔省，东临阿尔代什省。
与圣弗龙接壤的市镇（或旧市镇、城区）包括：尚克洛斯、绍代罗勒、莱塞斯塔布勒、利尼翁河畔费、洛索讷、蒙蒂斯克拉、穆代尔、圣于连-沙普特伊。

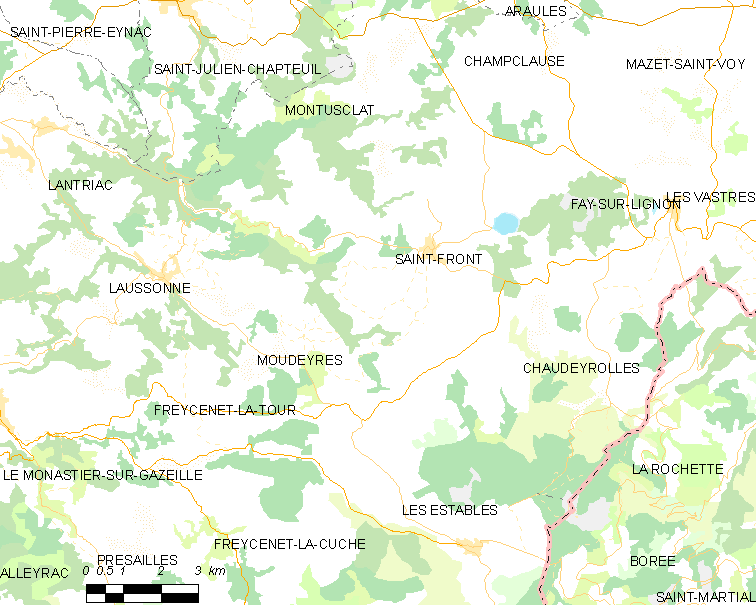
圣弗龙的OSM定位图

圣弗龙的时区为UTC+01:00、UTC+02:00（夏令时）。

## 行政
圣弗龙的邮政编码为43550，INSEE市镇编码为43186。

## 政治
圣弗龙所属的省级选区为梅藏县。

## 人口

1962-2008年间圣弗龙人口变化图示

圣弗龙于2022年1月1日时的人口数量为413人。